# Taurolema dalensi
Taurolema dalensi là một loài bọ cánh cứng trong họ Cerambycidae.